# Alexandre Dubuque
Alexandre Dubuque   (Moscou, 20 de febrer de 1812 (Julià) - Moscou, 8 de gener de 1898), nascut Aleksandr Ivànovitx Diubiuk, rus: Александр Иванович Дюбюк, fou un pianista, compositor i mestre rus d'origen francès.

## Biografia
El seu pare era refugiat de la Revolució Francesa, que havia fugit a Rússia. Va ser alumne de John Field, i posteriorment, al Conservatori de Moscou o en classes particulars, fou professor de piano de Mili Balàkirev i Nikolaï Zverev,i també de Herman Laroche, Leonid Malaixkin i Nikolai Kaixkin.
Balakirev va dir: <Si sóc capaç de tocar el piano, dec de completament les deu lliçons que vaig prendre amb Dubuque>.
Va escriure "Tècnica de piano" publicada el 1866 i que va tenir diverses reedicions, considerades com el manual del conservatori i les seves memòries de Field. Descansa al cementiri de Vagankovo.

## Obres
A part d'un gran nombre de peces per a piano i estudis, Dubuque és l'autor de nombroses transcripcions (sobretot al voltant de quaranta de Franz Schubert) i romanços per a veu i piano. També és l'arranjador de cançons populars russes i melodies gitanes, sobretot Col·lecció de cançons russes amb variacions per a piano (1855).
Una de les seves obres més famoses és Ne brani menya rodnaya (No em renyis, la meva estimada), interpretada per Léon Theremin a la dècada de 1950[6] i, posteriorment, per Kaia Galina Urb amb Heiki Matlik. Els seus romanços eren al repertori de molts cantants, inclòs Fiódor Xaliapin.